# In Tirol gaat de ontucht vrolijk verder
In Tirol gaat de ontucht vrolijk verder (oorspronkelijke titel: Liebesgrüße aus der Lederhose II. Teil: Zwei Kumpel auf der Alm, "Veel liefs uit de lederhose deel 2: Twee kompels in de alpenwei"; ook bekend als Laß jucken Kumpel - 4. Teil) is een Tiroler seksfilm van Franz Marischka uit 1974.

## Rolverdeling
| Acteur             | Personage                      |
| ------------------ | ------------------------------ |
| Peter Steiner      | Sepp Eber                      |
| Elfie Pertramer    | Vroni                          |
| Hans-Henning Claer | Jupp Kaltofen                  |
| Helga Bender       | Trudi Gimpel (als Helga König) |
| Rinaldo Talamonti  | Lucky                          |
| Ulrike Butz        | Erika Keller                   |
| Johannes Buzalski  | Erwin Kutter                   |
| Marie-France Morel | Betty                          |

## Achtergrond
In Tirol gaat de ontucht vrolijk verder is een cross-over tussen twee filmseries. Het betreft, zoals de ondertitel Zwei Kumpel auf der Alm aangeeft, een vervolg op zowel Vrolijke ontucht in Tirol (Liebesgrüße aus der Lederhose) als Poesjes die men pakken kan (Laß jucken Kumpel, III. Teil: Maloche, Bier + Bett), waarbij de uit de laatste film bekende potente mijnwerkers uit het Ruhrgebied een bezoek brengen aan een lichtzinnig dorp in de Beierse Alpen.
In Tirol gaat de ontucht vrolijk verder werd in snel tempo geproduceerd nadat Marischka volledig was verrast door het enorme succes van Vrolijke ontucht in Tirol en verscheen al een jaar later in de bioscoop. De film kreeg vijf vervolgen in de Liebesgrüße-serie en twee in de Kumpel-serie.

## Ontvangst
De SpeelfilmEncyclopedie (1986) waardeert de film met één ster uit vier ("zwak") en spreekt van "koortsachtige sekspret" waarvan het hoogst twijfelachtig is of de toeschouwer die zal delen. Cinema.nl geeft anderhalve punt uit vijf. De gemiddelde score op IMDb is drie uit tien. Het Lexikon des Internationalen Films merkt op dat de cross-over leidt tot "dubbel pijnlijke scènes" en laakt de scènes waarin personages opscheppen over heldendaden in de nazitijd, hoewel die volgens Marischka ironisch zijn bedoeld.